# Ван-Сиклен-авеню (линия Фултон-стрит, Ай-эн-ди)
|   |     |     |     |     |   |
| · | · л | · э | · э | · л | · |

|   |     |     |     |     |   |
| · | · л | · э | · э | · л | · |

«Ван-Сиклен-авеню» (англ. Van Siclen Avenue) — станция Нью-Йоркского метрополитена, расположенная на линии Фултон-стрит, Ай-эн-ди. Станция находится в Бруклине, в районе Ист-Нью-Йорк, на пересечении Питкин-авеню и Ван-Сиклен-авеню. На станции останавливаются маршруты A (ночью) и C (круглосуточно, кроме ночи). Станцию проходит без остановки маршрут A (круглосуточно, кроме ночи).
Станция представлена четырьмя путями и двумя боковыми платформами, обслуживающими только локальные пути. Станция отделана в бордовых тонах. Помимо чёрных табличек на колоннах, название станции представлено ещё и на стенах в виде мозаики.
Станция имеет только один выход. Имеется мезонин, расположенный над платформами, поэтому существует возможность бесплатного перехода между платформами. Турникетный зал расположен в мезонине. Этот выход ведет к перекрестку Питкин-авеню и Ван-Сиклен-авеню.